# Revue Starlight
Shoujo☆Kageki Revue Starlight (яп. 少女☆歌劇 レヴュー・スタァライト Сё:дзё кагэки рэвую: сутаараито, Девичья опера, свет ревю) — японская медиа-франшиза, созданная в 2017 году компанией Bushiroad и Nelke Planning. Сама франшиза состоит из мюзикла, исполненного с 22 по 24 октября 2017 года в театре AiiA 2.5 Theater Toky.

## Сюжет
Звездный свет — это труппа для репетиций песен и танцев, любимая во всем мире. Карен и Хикари пообещали в детстве друг другу, что однажды они будут стоять вместе на сцене театра. Время пролетает, и теперь девочкам 16 лет. Карен с большим энтузиазмом относится к урокам, которые она берет каждый день, выполняя свое обещание близкое к сердцу. Хикари перевелась в новую школу и сейчас находится далеко от Карен. Но судьбе удаётся повернутся вновь, и двум подругам суждено встретиться снова. Давние подруги и другие девушки, будут соревноваться в таином процессе прослушивания, чтобы получить признание в ревю.

## Персонажи
Карэн Айдзё (яп. 愛城 華恋 Айдзё: Карэн) — в детстве была очарована сценой после того, как увидела спектакль «Revue Starlight». Она пообещала Хикари, что однажды они будут стоять на сцене «Revue Starlight». Карэн энергичная и шумная, но очень дружелюбная.
Хикари Кагура (яп. 神楽 ひかり Кагура Хикари) — подруга детства Карэн, которую также поразила «Revue Starlight». Позже вернувшись из Англии, она пообещала Карэн, что однажды они выйдут на сцену. Она очень спокойная и взрослая для своего возраста, Хикари имела легкое соперничество с Махиру из-за их привязанности к Карэн.
Мая Тэндо (яп. 天堂 真矢 Тэндо: Мая) — трудолюбивая и талантливая актриса сцены, которая является естественной актрисой. Несмотря на её красоту и Приму Донну, Майя — одиночка, у которой нет друзей. У неё есть соперничество с Клодиной, которая стремится стать номером один.
Дзюнна Хосими (яп. 星見 純那 Хосими Дзюнна) — примерная школьница, который также является старостой класса. Несмотря на её хорошие оценки, Дзюнна хочет стать актрисой несмотря на возражения родителей. Иногда она излишне грузится по поводу разных вещей, но обычно мыслит ясно. Хорошая подруга Наны.
Махиру Цуюдзаки (яп. 露崎 まひる Цуюдзаки Махиру) — соседка по комнате Карэн, которая очень застенчива, несмотря на свой большой талант. Она всегда восхищается Карэн и мечтает стать её напарницей на сцене. Она ревнует к Хикари из-за того, что они друзья детства, но всегда поддерживает их.
Нана Дайба (яп. 大場 なな Дайба Нана) — лучшая подруга Дзюнны, опекающая девушек. обладает талантом не только к музыке и танцам, но и к постановке. Её прозвище — Банан.
Клодин Сайдзё (яп. 西條クロディーヌ Сайдзё: Куроди:ну) — наполовину француженка, Клодин — талантливая девушка. Её желание — занять первое место вместо Майи.
Футаба Исуруги (яп. 石動 双葉 Исуруги Футаба) — несмотря на свой небольшой рост, очень искусна в сценических поединках. Она добрая девочка, несмотря на свой острый язык и вечные жалобы. Она также подруга детства Каоруко.
Каоруко Ханаяги (яп. 花柳 香子 Ханаяги Каоруко) — внучка японского мастера танца. Подруга детства Футабы и всегда полагается на неё. Она истинная леди и может быть довольно расчетливой, хотя ведет себя дружелюбно по отношению к окружающим.

## Медиа

### Аниме
В 2018 году вышло 12-серийное аниме. Режиссёр — Томохиро Фурукава, сценарист — Тацуто Хигути, за дизайн персонажей отвечает — Хироюки Саита, а композиторами назначены — Тацуя Като и Ёcиаки Фудзисава, а производством занялась студия Kinema Citrus.